# Pèndol de segons

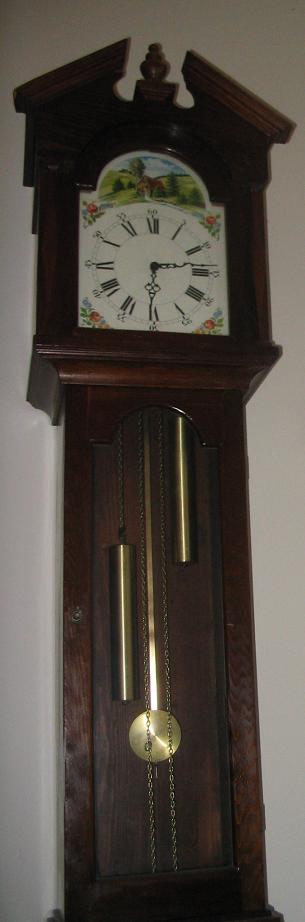
Rellotge amb un pèndol de segons.

Un pèndol de segons o pèndol reial (el va definir la Royal Society), és un pèndol que té un període de dos segons (d'aquí el nom); un segon per l'oscil·lació d'anada (en un sentit) i un segon per l'oscil·lació de tornada (en el sentit contrari).
En la gravetat estàndard la seva longitud és de 0,994 m. Aquesta longitud va ser mesurada (en toeses) per Marin Mersenne el 1644. En 1660, la Royal Society va proposar la seva adopció com la unitat estàndard de longitud. El 1675 Tito Livi Burattini va proposar que se li donés el nom de "Meter" (mesurador). El 1790, un any abans que el metre fos finalment definit sobre la base d'un quadrant de meridià terrestre, Talleyrand va proposar que el metre fos la longitud del pèndol de segons, a una latitud de 45°.
El 1670 el pèndol de segons va ser utilitzat per William Clemente, en la seva versió millorada del rellotge de pèndol original de Christian Huygens, creant un rellotge de paret que podia marcar segons.
El 1855 la iarda britànica es va definir com una fracció de la longitud del pèndol de segons.

## Determinació de la longitud del pèndol
{\displaystyle T=2\pi {\sqrt {\frac {l}{g}}}}
La longitud del pèndol reial és, doncs, funció de la durada del lapse de temps de mig cicle {\displaystyle T_{1/2}}
{\displaystyle l=g\left({\frac {T_{1/2}}{\pi }}\right)^{2}}.
tenint en compte que
{\displaystyle T_{1/2}=1\ \mathrm {s} } i {\displaystyle g=9{,}81\ \mathrm {\frac {m}{s^{2}}} } s'obté {\displaystyle l=0{,}994\ \mathrm {m} }

## Vegeu també

El pèndol de segons, amb un període de dos segons, així cada balanceig triga un segon